# Tiefenbach (okres Pasov)
Tiefenbach je obec v německé spolkové zemi Bavorsko, v zemském okrese Pasov ve vládním obvodu Dolní Bavorsko.
Žije zde přibližně 6 800 obyvatel.

## Geografie

### Sousední obce
| Růžice kompasu | Aicha vorm Wald | Neukirchen vorm Wald | Ruderting | Růžice kompasu |
| Růžice kompasu | Windorf         | Sever                | Salzweg   | Růžice kompasu |
| Růžice kompasu | Windorf         | Tiefenbach           | Salzweg   | Růžice kompasu |
| Růžice kompasu | Windorf         | Jih                  | Salzweg   | Růžice kompasu |
| Růžice kompasu | Pasov           |                      |           | Růžice kompasu |